# Hafþór Júlíus Björnsson
Hafþór Júlíus "Thor" Björnsson (ˈhafθour ˈjuːliʏs ˈpjœsːɔn) (Reykjavík, 1988. november 26. –) izlandi profi erősember, színész és visszavonult profi kosárlabdázó.
Színészként legismertebb alakítását Ser Gregor Clegane szerepében nyújtotta a HBO Trónok harca című fantasysorozatában. A 2017-es Kickboxer: Retaliation című harcművész-akciófilmben Alain Moussi, Jean-Claude Van Damme és Christopher Lambert mellett szerepel.

## Pályafutása

### Sportolóként
2018-ban World Strongest Man bajnok.
2018,2019,2020 Arnold Classic bajnok

### Színészként
2013 augusztusában kapta meg Ser Gregor Clegane szerepét a HBO Trónok harca című sorozatának negyedik évadában. Ez volt legelső filmes szerepe, Clegane-t pedig harmadik színészként formálhatta meg a sorozatban; az első évadban Conan Stevens, míg a második évadban Ian Whyte alakította a gigászi testalkatú és brutális lovagot. A negyedik évadtól kezdve folyamatosan Björnsson játssza a szerepet. 2017-ben a negatív főszereplő, Mongkut szerepét kapta meg a Kickboxer: Retaliation című filmben.

## Filmográfia

### Film
| Év   | Magyar cím           | Eredeti cím                  | Szerep                  | Magyar hang     |
| ---- | -------------------- | ---------------------------- | ----------------------- | --------------- |
| 2017 |                      | Devilish Deeds               | Psycho Phil Bell        |                 |
| 2017 | Kickboxer: Megtorlás | Kickboxer: Retaliation       | Mongkut                 | Bognár Tamás    |
| 2018 |                      | Zon 261 / Operation Ragnarok | Big John                |                 |
| 2022 | Az Északi            | The Northman                 | Thórfinnr Tooth-Gnasher | Törköly Levente |

### Televízió
| Év        | Magyar cím                | Eredeti cím               | Szerep             | Megjegyzések                  |
| --------- | ------------------------- | ------------------------- | ------------------ | ----------------------------- |
| 2012–2017 | A világ legerősebb embere | The World's Strongest Man | önmaga (versenyző) |                               |
| 2014–2019 | Trónok harca              | Game of Thrones           | Ser Gregor Clegane | visszatérő szerep (14 epizód) |
| 2015      |                           | A League of Their Own     | önmaga             | 1 epizód                      |

## Fordítás
- Ez a szócikk részben vagy egészben  a   Hafþór Júlíus Björnsson című angol Wikipédia-szócikk fordításán alapul.  Az eredeti cikk szerkesztőit annak laptörténete sorolja fel. Ez a jelzés csupán a megfogalmazás eredetét és a szerzői jogokat jelzi, nem szolgál a cikkben szereplő információk forrásmegjelöléseként.